# Andrias scheuchzeri
Andrias scheuchzeri es una especie extinta de anfibio caudado de la familia de salamandras gigantes Cryptobranchidae.

## Historia

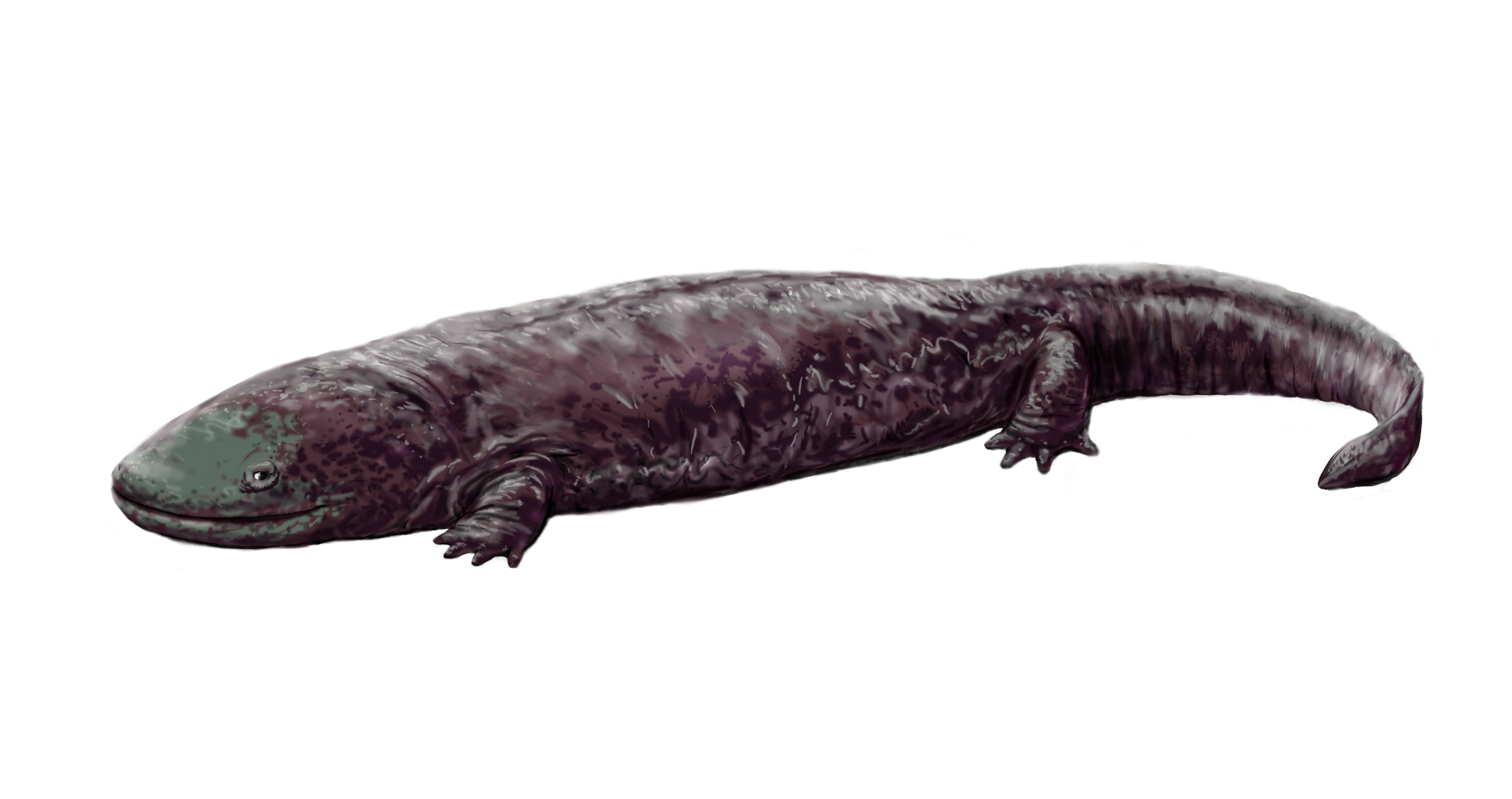
Reconstrucción

En 1726, el médico y naturalista suizo Johann Jakob Scheuchzer describió un ejemplar fósil procedente de Öhningen (distrito de Constanza, Alemania) identificándolo como Homo diluvii testis (en latín «hombre testigo del Diluvio»), creyendo que se trataba de restos de un hombre que pereció ahogado durante el Diluvio universal. En 1802 el ejemplar fue adquirido por el Museo Teylers de Haarlem (Países Bajos), donde se conserva desde entonces. 
Cuvier estudió los restos en 1811 y reconoció que pertenecían a una salamandra y no eran humanos. El ejemplar medía cerca de un metro de longitud y carecía de cola y extremidades pero, a petición de Cuvier, se limpió parte de la roca que albergaba el fósil, apareciendo las dos extremidades anteriores que había predicho.
En 1831 se clasificó como Salamandra scheuchzeri por Holl y seis años más tarde la especie fue asignada a un nuevo género, Andrias, por Tschudi. La nueva combinación, Andrias scheuchzeri, recuerda tanto a Scheuchzer como a su atribución humana: «el hombre de Scheuchzer».

## En la ficción
En la satírica novela de ciencia ficción del escritor checo Karel Čapek La guerra de las salamandras (1936), descendientes de Andrias scheuchzeri pretenden dominar el planeta.